# سیارک ۱۸۳۷۹
سیارک ۱۸۳۷۹ (به انگلیسی: 18379 Josevandam، نامگذاری:1991VJ6)۱۸۳۷۹مین سیارک کشف شده‌است که در ۰۶ نوامبر ۱۹۹۱ کشف شد.